# Y học truyền máu
Y học truyền máu (transfusion medicine) là một nhánh của y học liên quan đến truyền máu và các thành phần máu. Nó bao gồm các vấn đề về hiến máu, xét nghiệm miễn dịch và xét nghiệm trong phòng thí nghiệm khác, thực hành truyền máu, quản lý máu bệnh nhân, apheresis trị liệu, bộ sưu tập tế bào gốc, liệu pháp tế bào và đông máu. Quản lý phòng thí nghiệm và sự hiểu biết về các quy định của tiểu bang và liên bang liên quan đến các sản phẩm máu cũng là một phần lớn của lĩnh vực này.
Y học truyền máu thường là một nhánh của bệnh lý lâm sàng.
Trung tâm hiến máu là cơ sở thu thập và xử lý các sản phẩm máu. Ngân hàng máu là bộ phận của phòng thí nghiệm lâm sàng nơi các nhà khoa học phòng thí nghiệm lâm sàng xử lý và phân phối các sản phẩm máu. Cả hai khu vực thường được giám sát bởi một nhà nghiên cứu bệnh học nói chung hoặc một chuyên gia về Y học truyền máu.

## Lịch sử
Năm 1628, bác sĩ người Anh William Harvey phát hiện ra rằng máu lưu thông xung quanh cơ thể. Ngay sau đó, lần truyền máu đầu tiên đã được thực hiện. Năm 1665, một bác sĩ người Anh khác Richard Lower đã thành công trong việc truyền máu giữa những con chó để giữ cho chúng sống.
Karl Landsteiner được công nhận là cha đẻ của y học truyền máu. Karl Landsteiner được ghi nhận với sự phân loại máu người đầu tiên thành bốn loại (A, B, AB, O) của hệ thống nhóm máu ABO.